# Tunggal Rahayu Jaya
Tunggal Rahayu Jaya is een bestuurslaag in het regentschap Indragiri Hilir van de provincie Riau, Indonesië. Tunggal Rahayu Jaya telt 816 inwoners (volkstelling 2010).